# 联邦经济公共服务部
经济部，全称联邦经济、中小企业、中产阶级和能源公共服务部（荷蘭語：Federale Overheidsdienst Economie, K.M.O., Middenstand en Energie），是比利时的一个联邦公共服务部，负责为比利时的商品及服务市场创造具有竞争性、可持续和平衡的运作条件。